# (11817) Oguri
(11817) Oguri est un astéroïde de la ceinture principale.

## Description
(11817) Oguri est un astéroïde de la ceinture principale. Il fut découvert le 2 mars 1981 à l'Observatoire de Siding Spring par Schelte J. Bus. Il présente une orbite caractérisée par un demi-grand axe de 2,63 UA, une excentricité de 0,21 et une inclinaison de 6,1° par rapport à l'écliptique.